# Lago de Coari
O lago de Coari é um curso de água onde deságua o rio Coari, afluente pela margem esquerda do rio Solimões, onde está localizada a cidade de Coari, no estado do Amazonas. Possui água escura e tem aproximadamente 530 quilômetros de extensão. 
A dimensão do lago de Coari é na maioria das vezes confundida com o rio Coari Grande. O lago Coari é todo o corpo hídrico em frente da cidade a partir do porto até o outro lado da margem a cerca de 2,6 km, a qual começa o Rio Coari. 
 O lago possui grande importância histórico-cultural, social e econômica para a região. Atualmente as águas do lago tem múltiplos usos como recreação, pesca e navegação (cargas e transporte público), além de fazer parte da identidade visual da orla da cidade. 